# 7305 Ossakajusto
7305 Ossakajusto (1994 CX1) là một tiểu hành tinh vành đai chính được phát hiện ngày 8 tháng 2 năm 1994 bởi K. Endate và K. Watanabe ở Kitami.